# Pogonocherus neuhausi
Pogonocherus neuhausi — вид жесткокрылых из семейства усачей. Время лёта жука с марта по август.

## Распространение
Распространён в Хорватии и Италии.

## Описание
Жук длиной 4—6 мм

## Развитие
Жизненный цикл вида длится от года до двух лет. Кормовым растением является алеппская пихта (Pinus halepensis).